# Мучения святого Антония
«Терзания (Мучения) святого Антония» (итал. Tormento di Sant'Antonio) — итальянская картина позднего кватроченто, развивающая сюжет позднеготической гравюры Мартина Шонгауэра. В 2008 году её автором был признан 12-ти или 13-летний Микеланджело. В случае подтверждения атрибуции это самая ранняя сохранившаяся его работа и одно из трёх-четырёх станковых произведений мастера.
В июле 2008 года картина была приобретена на аукционе «Сотбис» за 2 млн долларов как произведение мастерской Доменико Гирландайо, в которой среди прочих обучался и Микеланджело. На основе данных Вазари о том, что среди работ Микеланджело имелась сцена искушений св. Антония по мотивам гравюры Шонгауэра, а также стилистического сходства с живописью великого мастера, после очистки произведения сотрудниками Метрополитен-музея «Терзания святого Антония» были атрибутированы юному Микеланджело.
Вскоре картиной заинтересовался Художественный музей Кимбелла (Форт-Уэрт, Техас), который и приобрёл её за неназванную сумму (по оценкам, не меньше 6 млн долларов). Если эта оценка соответствует действительности, то «Терзания святого Антония» — самое дорогое на сегодняшний день произведение искусства, созданное ребёнком.